# Dolo (Wenecja)

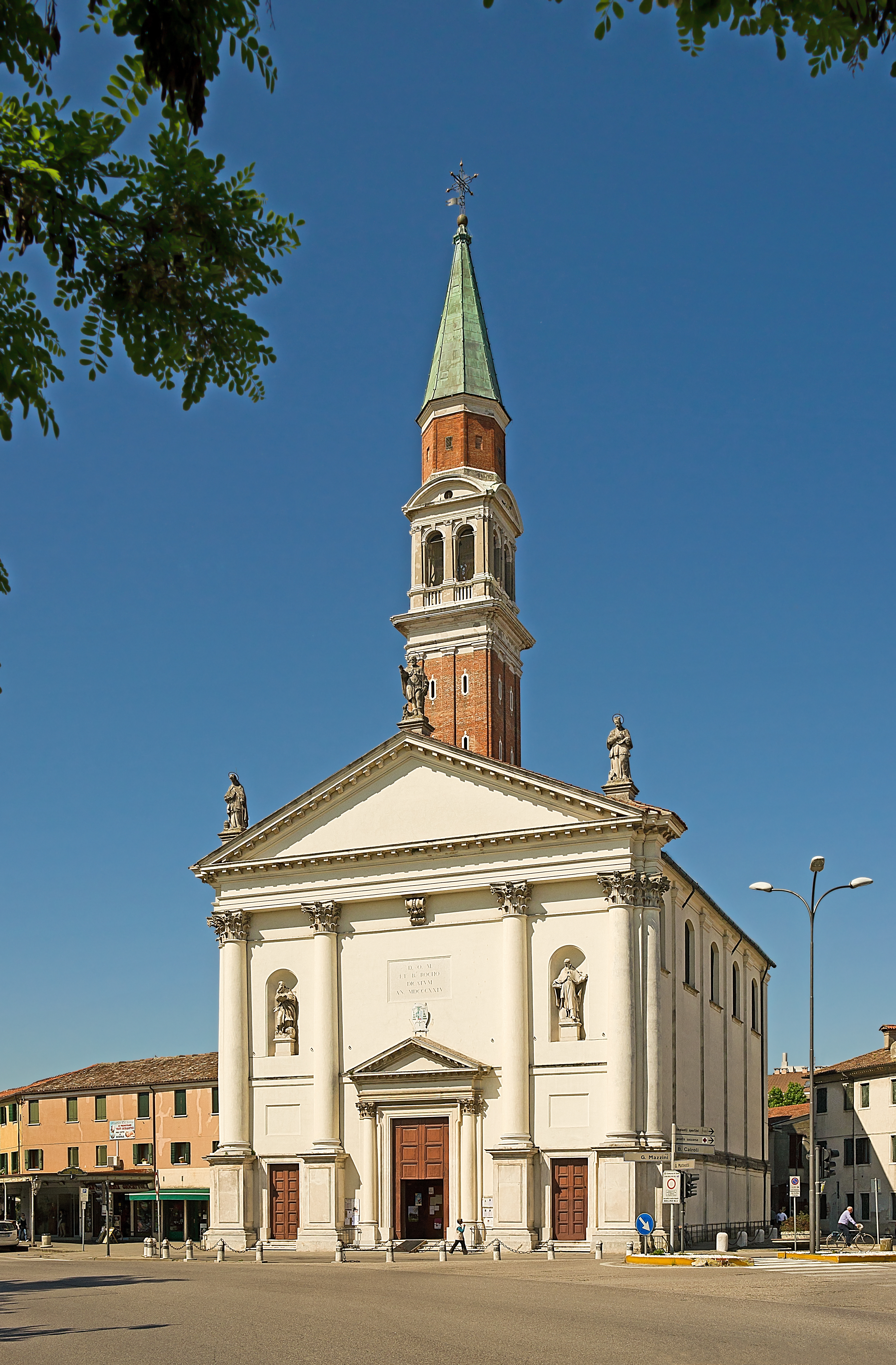
San Rocco

Dolo – miejscowość i gmina we Włoszech, w regionie Wenecja Euganejska, w prowincji Wenecja.
Według danych na rok 2004 gminę zamieszkiwało 14 411 osób, 600,5 os./km².
Z Dolo pochodzi Manuela Levorato, włoska lekkoatletka, sprinterka.